# Radio Rottu Oberwallis
Radio Rottu Oberwallis (rro) ist ein privater Radiosender in der Region Oberwallis (Schweiz).

## Entstehung und Format
Er ging am 11. November 1990 erstmals auf Sendung. Bereits zwei Jahre danach war er gemäss der SRG-Lokalradio-Studie der proportional zur Bevölkerung meistgehörte Radiosender im Sendegebiet des Oberwallis.
Der Sender ist ein Formatradio und spielt in erster Linie Hits sowie Lieder lokaler Oberwalliser Interpreten. Der Name leitet sich ab vom zentralen Walliser Fluss, der Rhone, die auf Deutsch Rotten und auf Walliserdeutsch Rottu heisst. Das Radiostudio befindet sich im Pomona in Visp.
Das Aktienkapital der radio rottu oberwallis AG ist wie folgt aufgeteilt: Valaiscom AG (Quickline-Verbund) 25,22 %, Mengis Druck & Verlag AG (Walliser Bote) 25,6 % und Einzelaktionäre 49,18 %.
Radio Rottu Oberwallis betreibt neben dem Hauptprogramm weitere Sparten-Programme, den Infokanal rrotv sowie das Oberwalliser Internetportal pomona.ch (inkl. App).

## Programmangebot
- rro – dasch ds Wallis (Hauptprogramm)
- rro Hitbox
- rro swiss melody – in den Bergen das schönste Echo
- rro Walliser Gschichte

## Empfangsfrequenzen (rro UKW)
- Gampel 102,20 MHz
- Leuk-Susten 97,8 MHz
- Leukerbad 101,8 MHz
- Varen 87,8 MHz
- Gampel-Steg 101,0 MHz
- Törbel 102,9 MHz
- Zermatt 97,8 MHz
- Saas-Fee 95,0 MHz
- Saas-Grund 100,0 MHz
- Rhonetal 102,2 MHz
- Simplon 101,8 MHz
- Binn-Dorf 101,8 MHz
- Visp – Stalden 91,8 MHz

## Empfang Kabel
- Kabel in Brig-Glis, Naters, Visp, Saas-Fee 89,9
- Kabel in Zermatt 89,0

## Empfang Digital
- DAB+ Oberwallis
- Swisscom TV
- Valaiscom/Quickline
- Sunrise TV
- Internet / Apps

## Geschäftsleitung
- Christian Bärenfaller (Geschäftsführer)
- Rafael Heinen (Programmleiter)
- Joel Bieler (Leiter Moderation)
- Michel Venetz (Leiter Redaktion)

## Programmmacher
- Karin Imhof
- Monja Burgener
- Joel Bieler
- Rafael Heinen
- Tiziana Imoberdorf
- Simon Kalbermatten
- Stefanie Sterren
- Daniel Theler
- Walter Bellwald
- Sarah Brunner
- Christian Dini
- Jelena Kalbermatten
- Michel Venetz
- Gaby Bodenmann
- Connie Stadler
- Monica Jurt
- Norbert Eder

## Bekannte ehemalige Mitarbeiter
- Adrian Arnold
- Christine Gertschen
- Fabienne Pfammatter
- Michael Brunner
- Patrick Rohr
- Rainer-Maria Salzgeber